# Fashion Week RMX
Fashion Week RMX è un singolo del rapper italiano Tedua e del DJ producer italiano Chris Nolan, pubblicato il 29 giugno 2018 come quarto estratto dal secondo album in studio Mowgli.

## Descrizione
A differenza della versione presente nell'edizione standard dell'album, quella pubblicata come singolo è una versione remixata caratterizzata dalla partecipazione vocale del rapper francese Sofiane.

## Video musicale
Il video, reso disponibile il 3 luglio 2018, è stato girato tra Milano e la periferia di Genova sotto la regia di Federico Merlo ed è basato su un'idea di Tedua.

## Tracce
1. Fashion Week RMX (feat. Sofiane) – 3:12

## Classifiche
| Classifica (2018) | Posizione massima |
| ----------------- | ----------------- |
| Italia            | 83                |